# Paweł Potocki (kanonik)
Paweł Potocki (ur. 31 stycznia 1751 w Siemianówce, zm. 27 września 1818 w Buczaczu) – polski duchowny rzymskokatolicki, Doktor obojga praw, kanonik, właściciel dóbr ziemskich, hrabia.

## Życiorys[1]
Urodził się w rodzinie Józefa Potockiego (zm. 1764), właściciela m.in. Siemianówki oraz Monasterzysk, przyszłego kasztelana lwowskiego oraz jego drugiej żony Pelagii z Potockich (córka Jerzego Potockiego, starosty grabowieckiego i tłumackiego).

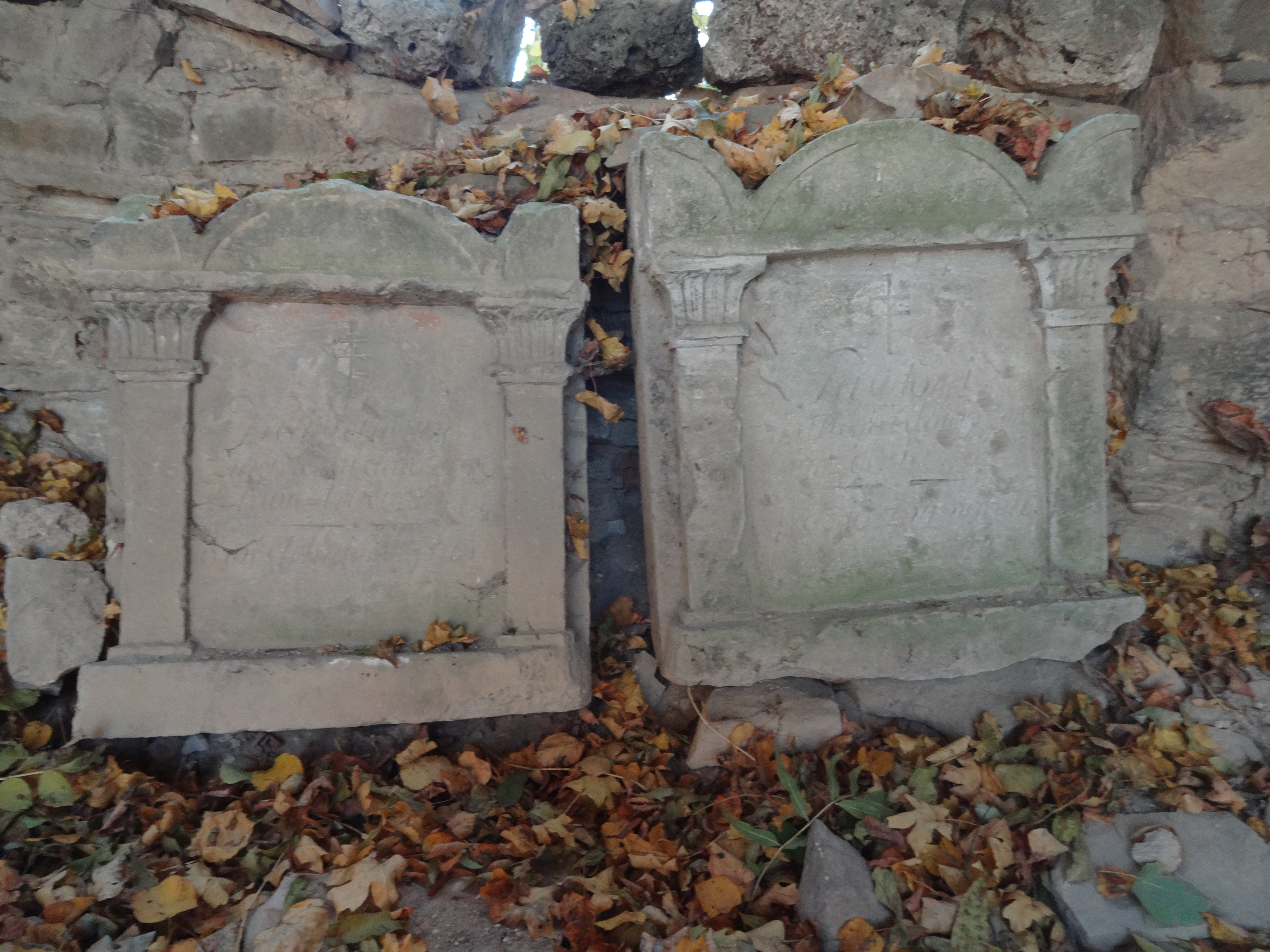
Płyty nagrobne braci Pawła i Kajetana Potockich w kaplicy Potockich, 2018

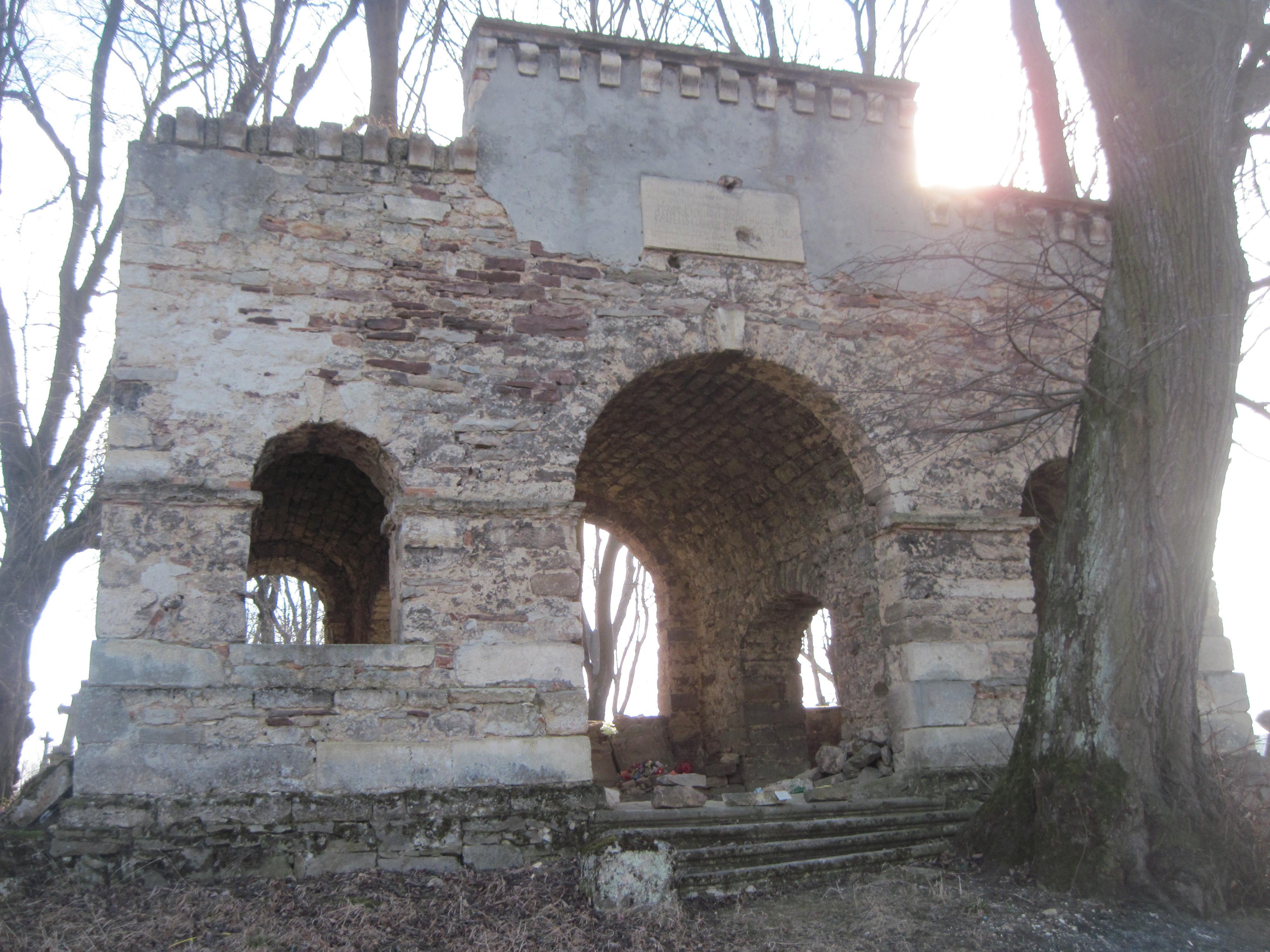
Fasada kaplicy Potockich, 2015

Po śmierci ojca wraz z braćmi Kajetanem (bliźniakiem) i Janem umieszczony został w kolegium lwowskim, gdzie guwernerował im Grzegorz Piramowicz, polski duchowny rzymskokatolicki, kaznodzieja oraz pedagog pochodzenia ormiańskiego. W 1767 wraz z braćmi wyjechał w podróż edukacyjną do Włoch (m.in. nauczał się na Papieskim Uniwersytecie Gregoriańskim) i Francji pod opieką ks. Grzegorza Piramowicza. Od września 1770 przebywał wraz z bratem-bliźniakiem Kajetanem w Pont-à-Mousson w Lotaryngii, gdzie kształcili się na księży (w tym przejeździe zwiedzali Marsylię). Święcenia kapłańskie wraz z bratem Kajetanem otrzymał w 1774, potem został doktorem obojga praw. Był proboszczem Buczacza podobno od 1805, prałatem-scholastykiem łuckim, proboszczem brodzkim, został odznaczony Orderem Świętego Stanisława. W 1817 mieszkał w oficynie pałacu Potockich w Buczaczu Miał zamiar odpisać Buczacz swemu krewnemu Leonowi Potockiemu pod warunkiem, że ten stanie księdzem, jednak ten nie chciał być duchownym. Nieco później na tych samych warunkach zapisał Buczacz Adamowi Potockiemu, synowi Marcelego Potockiego, starościca sokolnickiego, jednak ten po śmierci ks. Pawła zamiast seminarium wstąpił do austriackich ułanów. Wspomagał rzeźbiarza lwowskiego Macieja Polejowskiego podczas jego zatargu z bazylianami poczajowskimi.
Był właścicielem dóbr ziemskich miasta Buczacza, wsi Podzameczek z przyległościami Nagórzanka, Garwoniec, Korolówka, wsi Soroki. 16 sierpnia 1816 zapisał unickiemu monasterowi w Buczaczu na wieczne czasy pola ornego 22 morgów i 1358 sążni.
23 września 1818 w Buczaczu sporządził swój testament. Według epitafium w kaplice grobowej zmarł 27 września 1818. Pochowany został w grobowcu zbudowanej przez siebie kaplicy cmentarnej na Cmentarzu miejskim na wzgorzu Fedor w Buczaczu obok zmarłego w 1814 brata Kajetana. Szczątki braci-bliźniaków zostały sprofanowane po II wojnie światowej w okresie bolszewickim. Ich serca przechowywane są obecnie w kościele parafialnym w Buczaczu.